# Koningin Wilhelmina (Schiff)
Die Koningin Wilhelmina war eine niederländische Doppelendfähre. Die Fähre wurde von der Provinciale Stoombootdiensten in Zeeland im Fährverkehr auf der Schelde und später von der Texels Eigen Stoomboot Onderneming im Fährverkehr nach Texel eingesetzt.

## Geschichte
Das von D. Schouten Hzn entworfene Schiff wurde unter der Baunummer 716 auf der Werft J. & K. Smit in Krimpen aan de Lek gebaut. Der Stapellauf fand im Juni 1927 statt. Das Schiff wurde im April 1928 an die Reederei Provinciale Stoombootdiensten in Zeeland abgeliefert, die es im Fährverkehr zwischen Vlissingen und Breskens bzw. Kruiningen und Perkpolder einsetzte. Die Fähre war die erste der Provinciale Stoombootdiensten in Zeeland, die über Rampen von den Stirnseiten statt von den Seiten be- und entladen werden konnte.
Während des Zweiten Weltkrieges wurde das Schiff wiederholt beschädigt, blieb aber auf der Fährlinie über die Schelde im Einsatz. 1944 beschlagnahmte die Wehrmacht das Schiff und brachte es nach Hamburg. Dort wurde es im Mai 1945 wiederentdeckt und an die Niederlande zurückgegeben. Nachdem es auf der Werft Koninklijke Maatschappij De Schelde in Vlissingen repariert und umgebaut worden war, wurde es ab 1947 wieder im Fährverkehr über die Schelde eingesetzt.
Ende der 1950er- und Anfang der 1960er-Jahre stellten die Provinciale Stoombootdiensten in Zeeland drei neue Doppelendfähren in Dienst (die Fähren wurden als „Prinsessenboten“ bekannt, weil sie nach niederländischen Prinzessinnen benannt waren). Dadurch wurde die Koningin Wilhelmina nicht mehr benötigt und im Mai 1960 für 400.000 Gulden an die Texels Eigen Stoomboot Onderneming verkauft. Texels Eigen Stoomboot Onderneming setzte das Schiff im Fährverkehr zur Insel Texel, zunächst zwischen Den Helder und Oudeschild und ab 1962 zwischen Den Helder und dem neuen Fährhafen ’t Horntje, ein.
Das Schiff wurde nach der Indienststellung der Texelstroom 1966 außer Dienst gestellt und 1967 zum Abbruch verkauft. Überlegungen, das Schiff als schwimmende Disco oder als Restaurantschiff zu erhalten, wurden nicht verwirklicht. Im Juli 1967 wurde es an die Abbruchwerft übergeben. Der Rumpf der Fähre blieb erhalten und wurde zu einem Ponton für Krane umgebaut.
Benannt war das Schiff nach der damaligen Königin der Niederlande.

## Technische Daten und Ausstattung
Die Fähre wurde von zwei von Smit gebauten MAN-Dieselmotoren angetrieben. Die Fähre erreichte eine Geschwindigkeit von knapp 12 kn. Für die Stromerzeugung standen drei Generatoren mit jeweils 40 kW Leistung zur Verfügung, die von je einem Viertakt-Dieselmotor angetrieben wurden. Ein weiterer Dieselmotor diente für den Betrieb eines Kompressors, der die Druckluft für das Anlassen der Hauptmotoren bereitstellte.
Das Schiff hatte ein durchgehendes, 457 m² großes Fahrzeugdeck, das von den Decksaufbauten überbaut war. Ein Teil des Fahrzeugdecks war nach beiden Enden der Fähre nach oben offen. Es war an den Enden durch nach oben aufklappbare Vorrichtungen abgegrenzt. Diese wurden 1954 durch seitlich aufklappbare Pforten ersetzt. Dadurch entfiel die Höhenbeschränkung des Visiers, so dass die Fähre auch höhere Lkw transportieren konnte.
Für die Passagiere standen auf dem über dem Fahrzeugdeck liegenden Deck verschiedene Aufenthaltsräume mit Sitzgelegenheiten zur Verfügung. Weitere Bänke befanden sich seitlich in offenen, aber überdachten, Bereichen des Decks. Von dem Passagierdeck führten Treppen auf das Fahrzeugdeck, über das Passagiere an Bord der Fähre kamen bzw. diese verließen. Bei Umbauten der Fähre wurde der Zugang für Passagiere verändert und vom Fahrzeugdeck getrennt.
Das Schiff war zusätzlich mit Pforten auf einer Seite ausgerüstet, über die es be- und entladen werden konnte. Diese Seitenpforten wurden von Texels Eigen Stoomboot Onderneming genutzt, weil in Den Helder und auf Texel keine Infrastruktur für die Be- und Entladung über Rampen an den Stirnseiten der Fähre vorhanden war.